# Paulinho
José Paulo Bezerra Maciel Júnior, cunoscut sub numele de Paulinho (n. 25 iulie 1988, São Paulo, São Paulo, Brazilia) este un fotbalist brazilian retras din activitate, care a jucat pe post de mijlocaș la echipe ca Corinthians, Guangzhou și Tottenham. Pe plan internațional, are prezențe la națională pentru Brazilia.

## Statistici carieră

### Club
La 21 octombrie 2017.
| Club                 | Sezon         | Campionat            | Campionat | Campionat | Cupă    | Cupă   | Continental | Continental | Altele  | Altele | Total   | Total  |
| Club                 | Sezon         | Divizie              | Meciuri   | Goluri    | Meciuri | Goluri | Meciuri     | Goluri      | Meciuri | Goluri | Meciuri | Goluri |
| -------------------- | ------------- | -------------------- | --------- | --------- | ------- | ------ | ----------- | ----------- | ------- | ------ | ------- | ------ |
| Vilnius              | 2006          | A Lyga               | 17        | 2         | —       | —      | —           | —           | —       | —      | 17      | 2      |
| Vilnius              | 2007          | A Lyga               | 21        | 3         | —       | —      | —           | —           | —       | —      | 21      | 3      |
| Vilnius              | Total         | Total                | 38        | 5         | —       | —      | —           | —           | —       | —      | 38      | 5      |
| Łódź                 | 2007–08       | Ekstraklasa          | 17        | 0         | 5       | 1      | —           | —           | —       | —      | 22      | 1      |
| Łódź                 | Total         | Total                | 17        | 0         | 5       | 1      | —           | —           | —       | —      | 22      | 1      |
| Pão de Açúcar        | 2008          | —                    | —         | —         | —       | —      | —           | —           | 19      | 1      | 19      | 1      |
| Pão de Açúcar        | 2009          | —                    | —         | —         | —       | —      | —           | —           | 20      | 6      | 20      | 6      |
| Pão de Açúcar        | Total         | Total                | —         | —         | —       | —      | —           | —           | 39      | 7      | 39      | 7      |
| Bragantino           | 2009          | Série B              | 28        | 6         | —       | —      | —           | —           | —       | —      | 28      | 6      |
| Bragantino           | 2010          | Série B              | 0         | 0         | —       | —      | —           | —           | 18      | 8      | 18      | 8      |
| Bragantino           | Total         | Total                | 28        | 6         | —       | —      | —           | —           | 18      | 8      | 46      | 14     |
| Corinthians          | 2010          | Série A              | 27        | 4         | —       | —      | 1           | 0           | —       | —      | 28      | 4      |
| Corinthians          | 2011          | Série A              | 35        | 8         | —       | —      | 1           | 0           | 20      | 3      | 56      | 11     |
| Corinthians          | 2012          | Série A              | 23        | 7         | —       | —      | 14          | 3           | 15      | 3      | 52      | 13     |
| Corinthians          | 2013          | Série A              | 1         | 1         | —       | —      | 8           | 2           | 16      | 3      | 25      | 6      |
| Corinthians          | Total         | Total                | 86        | 20        | —       | —      | 24          | 5           | 51      | 9      | 161     | 34     |
| Tottenham Hotspur    | 2013–14       | Premier League       | 30        | 6         | 2       | 1      | 5           | 1           | —       | —      | 37      | 8      |
| Tottenham Hotspur    | 2014–15       | Premier League       | 15        | 0         | 7       | 1      | 8           | 1           | —       | —      | 30      | 2      |
| Tottenham Hotspur    | Total         | Total                | 45        | 6         | 9       | 2      | 13          | 2           | —       | —      | 67      | 10     |
| Guangzhou Evergrande | 2015          | Chinese Super League | 13        | 2         | 0       | 0      | 6           | 1           | 3       | 2      | 22      | 5      |
| Guangzhou Evergrande | 2016          | Chinese Super League | 30        | 8         | 8       | 3      | 5           | 0           | 1       | 0      | 44      | 11     |
| Guangzhou Evergrande | 2017          | Chinese Super League | 20        | 7         | 0       | 0      | 8           | 5           | 1       | 0      | 29      | 12     |
| Guangzhou Evergrande | Total         | Total                | 63        | 17        | 8       | 3      | 19          | 6           | 5       | 2      | 95      | 28     |
| Barcelona            | 2017–18       | La Liga              | 8         | 2         | 0       | 0      | 3           | 0           | 0       | 0      | 11      | 2      |
| Barcelona            | Total         | Total                | 8         | 2         | 0       | 0      | 3           | 0           | 0       | 0      | 11      | 2      |
| Total carieră        | Total carieră | Total carieră        | 285       | 56        | 22      | 6      | 59          | 13          | 113     | 26     | 479     | 101    |

Notes
1. ↑  Includes domestic cup competitions such as the Polish Cup, Ekstraklasa Cup, FA Cup, Football League Cup, Chinese FA Cup and Copa del Rey.

1. ↑  Un meci și un gol în Polish Cup, four meciuri in Ekstraklasa Cup
2. ↑  Meciuri în Campeonato Paulista Segunda Divisão
3. ↑  Meciuri în Campeonato Paulista Série A3
4. 1 2 3  Meciuri în Campeonato Paulista
5. 1 2 3 4  Meciuri în Copa Libertadores
6. ↑  Thirteen meciuri and three goluri în Campeonato Paulista, două meciuri în Campionatul Mondial al Cluburilor FIFA
7. 1 2  Meciuri în UEFA Europa League
8. ↑  Trei meciuri in FA Cup, four meciuri in Football League Cup
9. 1 2 3  Meciuri în AFC Champions League
10. ↑  Meciuri în Campionatul Mondial al Cluburilor FIFA
11. 1 2  Meciuri în Chinese FA Super Cup
12. ↑  Meciuri în Liga Campionilor UEFA